# Anéran-Camors
Pour les articles homonymes, voir Camors.
Cet article court présente un sujet plus développé dans : Cazaux-Fréchet-Anéran-Camors.
Anéran-Camors est une ancienne commune des Hautes-Pyrénées. Créée en 1806, elle est issue de la fusion des communes de Anéran et Camors. Le 1er janvier 1979, Anéran-Camors devient une commune associée de Cazaux-Fréchet, devenue Cazaux-Fréchet-Anéran-Camors,.

## Toponymie
On trouvera les principales informations dans le Dictionnaire toponymique des communes des Hautes Pyrénées de Michel Grosclaude et Jean-François Le Nail qui rapporte les dénominations historiques du village :

### Anéran
Dénominations historiques :
- Anera, (1216, actes Bonnefont) ;
- de Anerano, latin (1387, pouillé de Tarbes) ;
- Aneran en Loron, (1671-1672, registres paroissiaux) ;
- Anéran-Camors, depuis la fusion des deux villages le 9 septembre 1806.

Étymologie : probablement nom de domaine antique. Suffixe anum, mais précédé d’un nom de personne incertain (peut-être Aner).
Nom occitan : Anèra.

### Camors
Dénominations historiques :
- de Camorcio, latin (1387, pouillé du Comminges) ;
- Camours, (1767, Larcher, cartulaire du Comminges).

Étymologie : probablement de Camon (= terrain fertile). Finale énigmatique.
Nom occitan : Camors.

## Histoire
La commune faisait partie du canton de Bordères-Louron. En 1806, la commune de Camors est fusionnée au sein d'Anéran, ainsi renommée Anéran-Camors. Le 1er janvier 1979, Anéran-Camors fut fusionnée au sein de la commune de Cazaux-Fréchet, devenue Cazaux-Fréchet-Anéran-Camors, sous le régime de la fusion-association,.

### Cadastre d'Anéran-Camors
- Le plan cadastral napoléonien d'Anéran-Camors est consultable sur le site des archives départementales des Hautes-Pyrénées[4].

## Population et société

### Démographie
| 1793 | 1800 | 1806 | 1821 | 1831 | 1836 | 1841 | 1846 | 1851 |
| ---- | ---- | ---- | ---- | ---- | ---- | ---- | ---- | ---- |
| 30   | 32   | 54   | 76   | 79   | 77   | 86   | 86   | 79   |

| 1856 | 1861 | 1866 | 1872 | 1876 | 1881 | 1886 | 1891 | 1896 |
| ---- | ---- | ---- | ---- | ---- | ---- | ---- | ---- | ---- |
| 88   | 89   | 85   | 84   | 71   | 67   | 78   | 59   | 61   |

| 1901 | 1906 | 1911 | 1921 | 1926 | 1931 | 1936 | 1946 | 1954 |
| ---- | ---- | ---- | ---- | ---- | ---- | ---- | ---- | ---- |
| 62   | 55   | 54   | 49   | 53   | 44   | 49   | 38   | 24   |

| 1962 | 1968 | - | - | - | - | - | - | - |
| ---- | ---- | - | - | - | - | - | - | - |
| 25   | 23   | - | - | - | - | - | - | - |

## Culture et patrimoine

### Lieux et monuments
- Église Notre-Dame d'Anéran
- Église Saint-Jacques de Camors

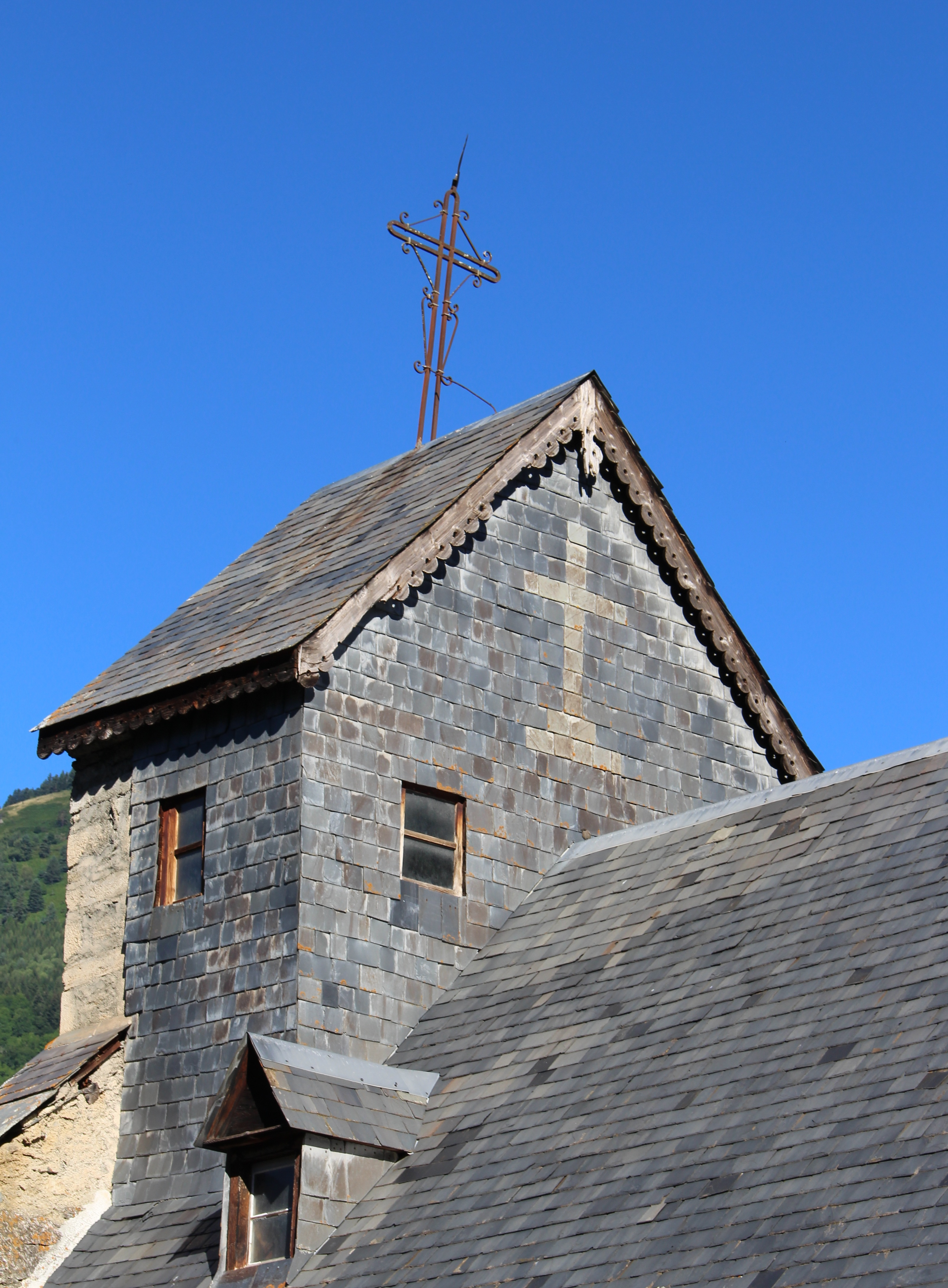
Vue du clocher de N.-D. d'Anéran.
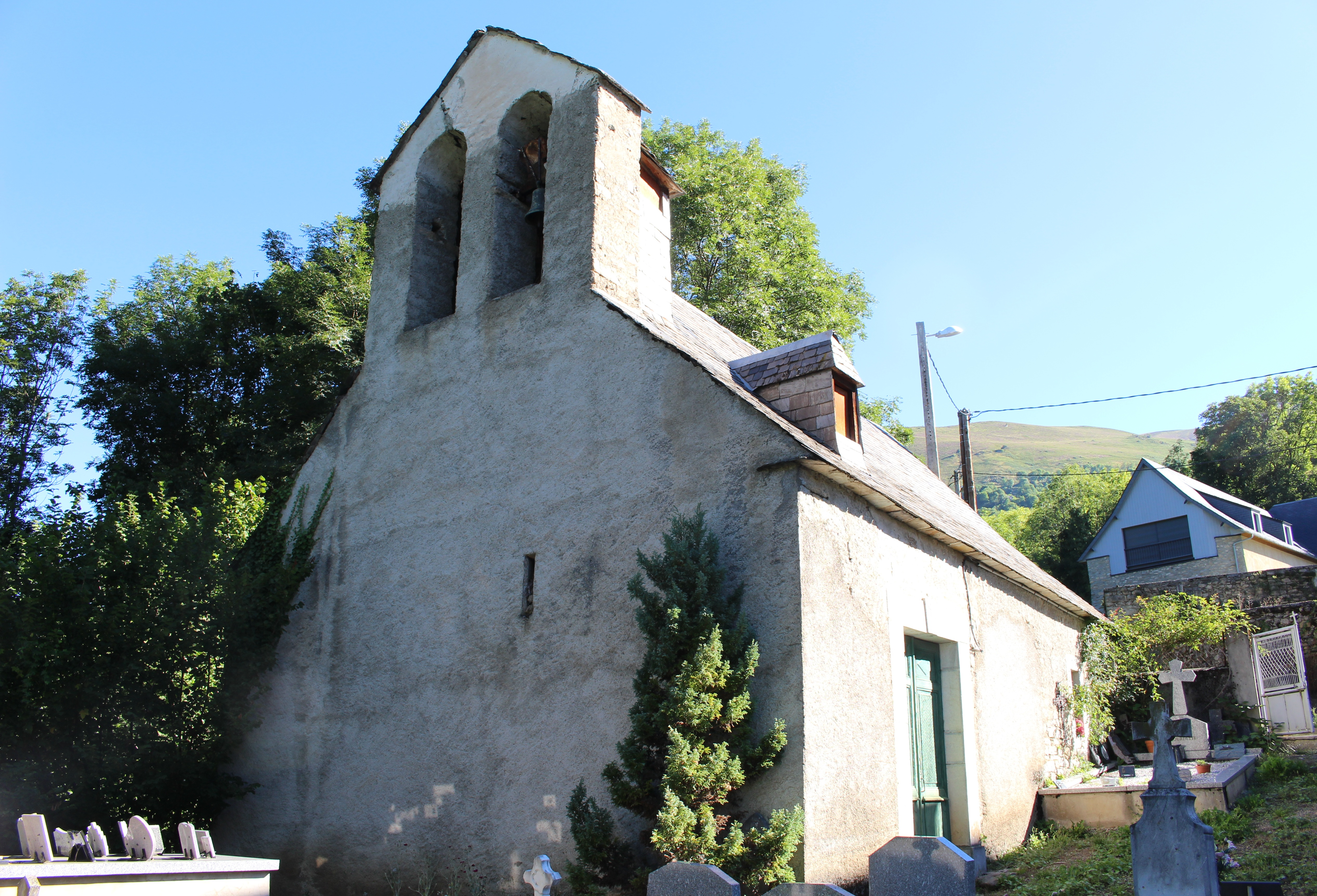
Église Saint-Jacques de Camors.